# Espèces menacées (album)
Albums de Les Fatals Picards
Fatals Picards Country Club
Espèces menacées est le neuvième album des Fatals Picards, sorti le 26 avril 2019. 
Il contient 17 pistes pour 13 titres dont 12 originaux. 

## Réalisation
Écrit et composé par Laurent Honel, Paul Léger, Jean-Marc Sauvagnargues et Yves Giraud pendant la tournée du Fatals Picards Country Club, il a été enregistré en grande partie dans le studio de ce dernier entre avril 2018 et février 2019. Le musicien et ingénieur du son Guillaume Stelly a aussi contribué aux enregistrements avant de réaliser l’intégralité du mixage. 

### Production et diffusion
L’album est édité par la maison de disque Vericords et donc la distribution est effectuée par Warner Music France.
Il a été financé de manière participative.

## Thème et genre musical
Le titre de l’album fait référence à la disparition des groupes de rock intégrant, comme Les Fatals Picards, de l’humour dans les chansons, mais également à d’autres disparitions comme les suicides d’agriculteurs. L’humour reste la pierre principale de l’album.
Au niveau musical, le rock festif est le principal genre, avec quelques sons pop électro et, pour le titre Béton armé, un style country.

## Liste des titres de l'album
| No  | Titre                                                                            | Durée |
| --- | -------------------------------------------------------------------------------- | ----- |
| 1.  | Sucer des cailloux                                                               |       |
| 2.  | Rebecca                                                                          |       |
| 3.  | Interlude : Jacques et Martine (avec Guillaume Meurice et Charline Vanhoenacker) |       |
| 4.  | Béton Armé                                                                       |       |
| 5.  | Angela                                                                           |       |
| 6.  | Banana Split (avec Lio)                                                          |       |
| 7.  | Morflé                                                                           |       |
| 8.  | Interlude : Les enfants s’ennuient                                               |       |
| 9.  | C’est la fête médiévale                                                          |       |
| 10. | Interlude : Michel est en retard                                                 |       |
| 11. | Turlututu                                                                        |       |
| 12. | God Save the Kim                                                                 |       |
| 13. | Dans un ciel de 1er mai                                                          |       |
| 14. | Mon arbre                                                                        |       |
| 15. | 20 000 lieux sous les polymères                                                  |       |
| 16. | Interlude : Faites entrer le complément d'enquête                                |       |
| 17. | Nouchka                                                                          |       |